# 平田駅 (高知県)
平田駅（ひらたえき）は、高知県宿毛市平田町戸内にある、土佐くろしお鉄道（TKT）宿毛線の駅である。駅番号はTK45。
宿毛市南隣にある三原村の玄関口となっており、特急が全列車停車する。日中は駅員が常駐する。

## 歴史
- 1997年（平成9年）10月1日：土佐くろしお鉄道宿毛線開通時に開設[2][3]。
- 2004年（平成16年）4月1日：簡易委託解除、終日無人駅化[4]。

## 駅構造

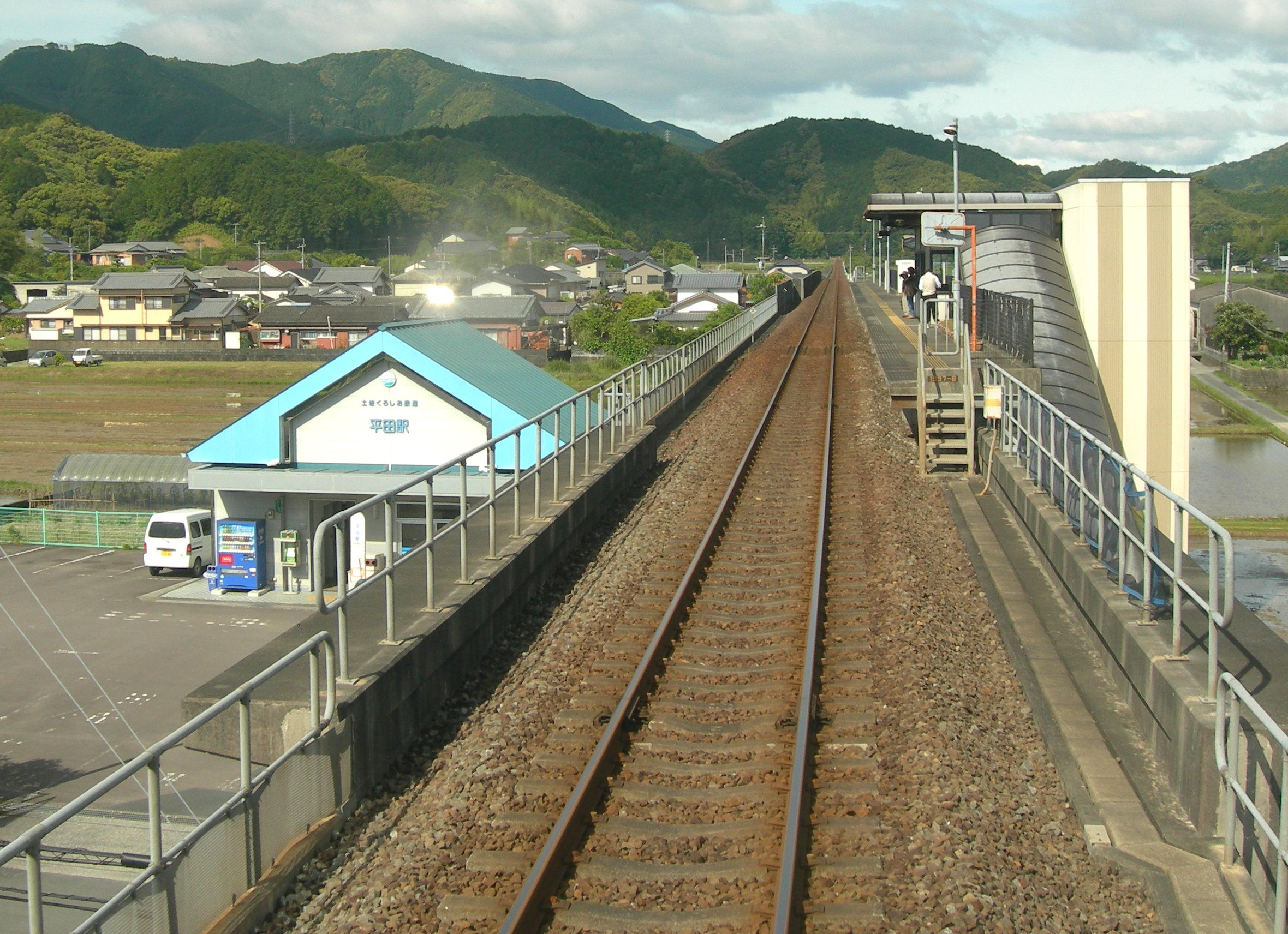
ホーム

単式ホーム1面1線を有する高架駅。ホーム有効長は112mである。
無人駅。エレベーターが設置されている。

## 利用状況
近年の1日平均乗降人員の推移は以下の通り。
| 乗降人員推移 | 乗降人員推移 |
| 年度         | 1日平均人数  |
| ------------ | ------------ |
| 2011年       | 156          |
| 2012年       | 133          |
| 2013年       | 135          |
| 2014年       | 118          |
| 2015年       | 128          |
| 2016年       | 115          |
| 2017年       | 101          |
| 2018年       | 92           |
| 2019年       | 101          |

## 駅周辺
- 延光寺：駅から約2km
- 宿毛市立平田小学校
- 宿毛市立平田保育園
- 平田郵便局
- 幡多信用金庫 平田支店
- 高知県道21号土佐清水宿毛線

## バス路線
駅前に「平田駅」バス停が設置されており、三原村営バスも乗入れている。
| 主要経由地           | 行先         | 運行会社     | 備考     |
| -------------------- | ------------ | ------------ | -------- |
| 宿毛大橋             | 宿毛駅       | 高知西南交通 |          |
| けんみん病院、国見駅 | 中村駅       | 高知西南交通 |          |
|                      | けんみん病院 | 三原村営バス | 土日運休 |
| 三原村役場           |              | 三原村営バス | 土日運休 |
| 船ヶ峠、芳井         | 三原村役場   | 三原村営バス | 土日運休 |

## 隣の駅
土佐くろしお鉄道
■宿毛線
- 特急「あしずり」・「しまんと」停車駅

■普通
工業団地駅 (TK44) - 平田駅 (TK45) - 東宿毛駅 (TK46)